# Mihaela Melinte
Mihaela Melinte, née le 27 mars 1975 à Bacău est une lanceuse de marteau d'origine roumaine et détentrice multiple du record du monde de lancer du marteau féminin.
Elle a été championne d'Europe et du monde mais n'a jamais participé aux Jeux olympiques.

## Palmarès

### Championnats du monde d'athlétisme
- Championnats du monde d'athlétisme de 1999 à Séville ( Espagne)
  -  Médaille d'or au lancer du marteau
- Championnats du monde d'athlétisme de 2003 à Paris ( France)
  - 6e au lancer du marteau
- Championnats du monde d'athlétisme de 2005 à Helsinki ( Finlande)
  - 11e au lancer du marteau

### Championnats d'Europe d'athlétisme
- Championnats d'Europe d'athlétisme de 1998 à Budapest ( Hongrie)
  -  Médaille d'or au lancer du marteau